# مزرعه، قبادلی
مزرعه (ترکی آذربایجانی: Məzrə) یک منطقهٔ مسکونی در جمهوری آرتساخ است که در استان کاشاتاق واقع شده‌است.